# 小町恭士
小町 恭士（こまち きょうじ、1946年〈昭和21年〉2月25日 - ）は、元外交官。宮内庁東宮職の東宮大夫、オランダ駐箚特命全権大使、タイ駐箚特命全権大使などを歴任した。 岐阜県養老郡養老町出身。

## 経歴・人物
- 1964年（昭和39年）兵庫県立御影高等学校卒
- 1969年（昭和44年）京都大学法学部卒、外務省入省。
- 1970年（昭和45年）7月 ロシア語研修（1973年7月まで）
- 1981年（昭和56年） 8月 駐米大使館一等書記官
- 1984年（昭和59年） 6月 駐ソビエト連邦大使館参事官
- 1987年（昭和62年） 1月 経済協力局無償資金協力課長
- 1989年（平成元年） 1月 情報調査局企画課長
- 1989年（平成元年） 6月 大臣官房、外務大臣秘書官事務取扱
- 1991年（平成3年） 12月 欧亜局ソヴィエト課長
- 1992年（平成4年） 1月 欧亜局ロシア課長
- 1993年（平成5年） 8月 駐米公使
- 1994年（平成6年） 6月 駐英公使兼ロンドン総領事
- 1996年（平成8年） 6月 在ロシア日本国大使館公使
- 1998年（平成10年） 4月 国際協力事業団総務部長
- 2001年（平成13年） 4月 外務事務官、大臣官房
- 2001年（平成13年） 5月 欧州局長
- 2001年（平成13年） 8月 大臣官房長
- 2002年（平成14年） 3月 大臣官房
- 2002年（平成14年） 9月 内閣府国際平和協力本部事務局長
- 2004年（平成16年） 11月 駐オランダ大使
- 2007年（平成19年） 9月 特命全権大使地球環境問題担当
- 2009年（平成20年） 9月 駐タイ王国特命全権大使[2]
- 2010年（平成22年） 10月 退官
- 2010年（平成22年） 11月 エーザイ株式会社顧問
- 2011年（平成23年）7月5日 東宮大夫
- 2016年（平成28年）5月13日 依願免本官
  - 日本タイ協会顧問[3]
- 2017年（平成29年）4月 瑞宝重光章受章

2001年8月に田中真紀子外務大臣と外務省首脳が人事をめぐり対立し、飯村豊官房長が更迭され、急遽後任の官房長に任命された。しかし、田中外相と小町官房長の間もうまくいかず、2002年3月、アフガニスタン復興支援会議への非政府組織（NGO）参加拒否問題などを理由に重家俊範外務省中東アフリカ局長とともに官房長を更迭され官房付となった。
官房付の間は他の職員たちと机を並べさせるわけにもいかず、官房の会議室を改造した個室を使用していた。

## 同期
- 遠藤乙彦（財務副大臣、公明党衆議院議員）
- 野坂康夫（鳥取県米子市長、文部省審議官）
- 谷内正太郎（外務事務次官）
- 田中均（東京大学公共政策院客員教授、政務担当外務審議官）
- 高須幸雄（国連大使、国際社会協力部長）
- 藤崎一郎（駐米大使、外務審議官）
- 宮本雄二（駐中国大使、中国課長）
- 重家俊範（駐韓大使、中東アフリカ局長）
- 飯村豊（駐仏大使、経済協力局長）
- 堀村隆彦（自治体国際化協会常務理事、駐ブラジル大使、中南米局長）
- 今井正（沖縄大使、駐マレーシア大使、国際情報局長）
- 高橋恒一（三井住友海上火災保険顧問、外務省研修所長、駐チェコ大使、法務省審議官、国際社会協力部長）
- 林梓（駐ベルギー大使、文化交流部長、岩手県警察本部長）
- 天木直人（評論家、駐レバノン大使、内閣審議官）
- 辻本甫（中日本高速道路顧問、駐アラブ首長国連邦大使、衆議院外務調査室長）
- 松井靖夫（科学技術協力担当大使、駐コスタリカ大使、国際協力事業団理事、内閣審議官）